# 廃園の鬼
『廃園の鬼』（はいえんのおに）は、横溝正史の短編推理小説。「金田一耕助シリーズ」の一つ。

## 概要と解説
本作は1955年（昭和30年）に『オール讀物』6月号にて発表された。角川文庫『壺中美人』（ISBN 4-04-130436-9）、春陽文庫『魔女の暦』（ISBN 4-394-39511-9）に収録されている。
本作の舞台となる廃園は、建築学上のあらゆる法則性を無視して建てられた屋敷で、抜け穴もあるなど、後の綾辻行人の「館シリーズ」に通じるものがある。本作では、そこで起きた衆人環視の中での墜落死が扱われている。
本作は、第9回日本探偵作家クラブ賞の候補作品に選出されている。

## あらすじ
東京で立て続けに2つほどやっかいな事件を片付けた金田一耕助は、静養のために訪れた信州那須市で、かつて犬神家で起きた連続殺人事件で知り合った那須署の橘署長に勧められて訪れたT高原のホテルで、旧知の元レコード歌手の朝倉加寿子、現在の高柳夫人に出会う。ホテルには、彼女の夫で元S大の教授の高柳慎吾とその弟子の加納史郎、高柳の友人の小泉玄蔵、加寿子の友人の佐竹恵子が宿泊していた。
そうして5日ほど過ぎた週末、橘が金田一を訪ねに来て、高原の崖すそにある奇妙な化け物屋敷に案内する。それは被害妄想症に冒されて病死した建築家が戦前に建てた屋敷で、建物全体のすべてが均衡を無視しており、いびつに歪んだ建物であった。そして未完のまま廃墟として放置され、今では化け物屋敷として高原の名物になっていた。
そこへ、加寿子の最初の夫である映画監督・伊吹雄三が率いるロケ隊が撮影に訪れた。さらに金田一と旧知の新聞記者・都築弘が、何者かが金田一を名乗る手紙に誘われて訪れた。都築は加寿子の2度目の夫であった。こうして加寿子の現在の夫とかつての夫たちが揃い、皆が居心地の悪い思いをする中、ひとり加寿子だけはにぎやかになって面白がっていた。
翌朝、金田一と橘がベランダで朝食を摂っていると、ロケ隊が撮影に出かけるのと入れ違いに高柳と小泉が散歩から帰ってきてベランダに出てきた。都築も外出先から帰ってきて金田一らに手を振っていると、突然、橘が金田一の腕を取って、300メートル先にある化け物屋敷の展望台を示した。そこでは男が女ののどを締め付けており、さらに女を抱え上げて胸壁の上から投げ落としたところだった。金田一たちが屋敷に駆け付けると、廃園の門前で加寿子が死んでいると恵子が叫んでおり、中に入ると展望台の下で頭から血を流す加寿子の死体が横たわっていた。
散歩中に死体の第一発見者となった加納と恵子は互いにアリバイを証明しあい、伊吹は撮影中で、他の関係者も事件発生時に金田一たちの目の前にいて全員のアリバイが成立する中、3年ほど前にも化け物屋敷に潜んでいた凶暴な脱獄者が事件を起こしていたことから、今回もどこからか紛れ込んだ浮浪者のしわざではないかと見なされて山狩りが行われた。しかし何の成果もなく事件は迷宮入りとなった。そうして高原に住む人々は、あの化け物屋敷に鬼が住んでいると思うようになった。
それから1年後、高柳は廃園の中で事件の真相を記した金田一の手記を読んでいた。

## 登場人物
金田一耕助（きんだいち こうすけ）
私立探偵。
橘（たちばな）
長野県警那須署の署長。
原信造（はら しんぞう）
「化け物屋敷」と呼ばれる屋敷を建てた建築家。故人。
高柳慎吾（たかやなぎ しんご）
元S大の教授。定年後は著述に専念している。
高柳加寿子（たかやなぎ かずこ）
高柳の妻。32,3歳。引退したレコード歌手。
伊吹雄三（いぶき ゆうぞう）
加寿子の最初の夫。映画監督。
都築弘（つづき ひろし）
加寿子の2番目の夫。K新聞社の社会部記者。
加納史郎（かのう しろう）
高柳の弟子。
佐竹恵子（さたけ けいこ）
加寿子の友人。
小泉玄蔵（こいずみ げんぞう）
元S大の教授。高柳の友人。

## 舞台

### 回路R
「ミステリー専門劇団回路R」による、朗読サスペンス劇場『名探偵金田一耕助・廃園の鬼』として、2019年3月17日に神楽坂香音里で上演された。
- 角川文庫版の原作に一切手を加えることなく完全朗読。その上で、見せる演出がつけられている。

キャスト
- 金田一耕助 - 林正樹
- 語り - 森本勝海
- 他 - 吉村香澄、ミハル、宮内洋、高山タツヤ、大野陽子